# Bobovac (Bosnia)
Bobovac (En cirílico: Бобовац) es una ciudad fortificada de la Bosnia y Herzegovina medieval. Se encuentra cerca de la actual municipalidad de Vareš y en el pueblo de Borovica. Es un sitio protegido como monumento nacional de Bosnia y Herzegovina.

## Historia
La ciudad fue construida durante el reinado de Esteban II, Ban de Bosnia, y se menciona por primera vez en un documento de 1349. Compartió el papel de sede de los gobernantes de Bosnia con Kraljeva Sutjeska, cabe recalcar que, Bobovac era la que tenía mejor fortificación.
El rey bosnio Stephen Tomašević trasladó la sede real a Jajce durante su guerra contra el Imperio Otomano. Los otomanos invadieron la ciudad en 1463, en el marco de la conquista otomana de Bosnia.

## Estructuras principales y estilo arquitectónico.
Dentro del recinto de sus murallas principales, la ciudad real de Bobovac tenía una gran zona residencial, el complejo de lugares de culto con la Capilla del Entierro de los Reyes de Bosnia y la Gran Iglesia, el complejo de la Corte Real, separado del resto de la ciudad con su muros interiores y antepatios o patios, diseñados con elementos arquitectónicos representativos de estilo arquitectónico gótico. Además, algunos elementos y motivos fueron diseñados en estilo gótico temprano.

### Corte real
La Corte Real es una gran construcción, construida en entre cinco crestas kársticas, inclinados de norte a sur.
Esta zona de Bobovac, separada del resto de la ciudad por sus murallas interiores, constaba de dos puertas principales, dos torreones, dos patios delanteros y tres palacios: 
- el Palacio Inferior o Gran Palacio,
- el Palacio Superior,
- el Palacio Anexo (anexo al Palacio Superior)

y otros edificios de servicios y escaleras.

#### Gran palacio
La primera puerta de la corte que conducía al patio delantero, la torre de vigilancia o la torre del homenaje estaba situada al sur, con otros edificios más pequeños en el patio delantero que incluyen una herrería. Una escalera techada conducía a la segunda puerta y a otro patio y daba acceso al Palacio Inferior o Gran Palacio, a partir de la evaluación de los muros conservados, sabemos que el castillo tenía cuatro pisos, y la forma de edificio cuadrilátero irregular con dimensiones de 25 metros con 10 metros, cuyo muro sur se levantó en la parte superior de la cresta de piedra caliza, mientras que la pared norte estaba completamente formada por un acantilado de piedra. La segunda puerta se realizó en un estilo decorativo representativo con un portal gótico con el escudo de armas del rey Tvrtko II y linternas. El segundo incluía edificaciones en tres terrazas, con graneros, crestería, gran cisterna, herrería, calera y un pequeño edificio de viviendas.

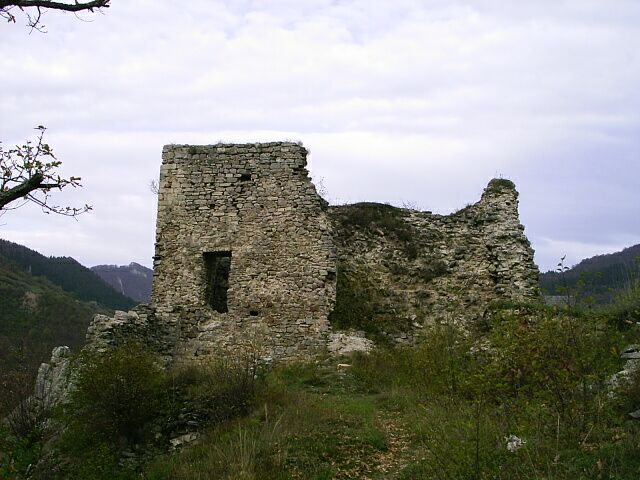
Extremo suroeste de la ciudad, sobre los acantilados sobre el cañón del río Bukovica.

#### Palacio superior con anexo
El Palacio Superior con su explanada estaba situado en el nivel más alto, junto a la torre del homenaje y la cisterna, con un anexo al este que era otro palacio añadido más adelante. La explanada, que incluía la torre del homenaje, conducía a un alargado Palacio Superior, cuyas dimensiones eran de 18 a 19 metros con 5 a 5,6 metros.
Había escaleras de madera y una galería al piso superior, mientras que en la habitación norte existía una bóveda interior. La habitación probablemente se utilizó como capilla de la corte para la esposa del rey Tvrtko II, Doroteja Garai.

#### Palacio anexo
El Anexo al Palacio Superior era un edificio de dos pisos, con dimensiones de 18 por 6 metros, y colindaba con el edificio principal del Palacio Superior por un lado, y contra el Palacio Inferior (Gran Palacio) por el otro. El edificio anexo constaba de talleres de artesanía de madera y metal. Acá trabajaba el maestro artesano de la corte.

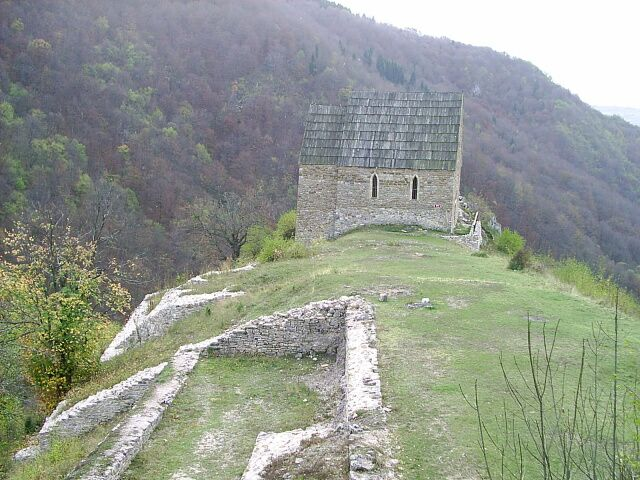
Mausoleo y restos de edificios

### Complejo de lugares de culto con la Capilla del Entierro y la Gran Iglesia
Las joyas de la corona de Bosnia se alojaron en Bobovac. La capilla real consistía en la cámara funeraria de varios reyes y reinas de Bosnia. Se han encontrado nueve esqueletos en las cinco tumbas ubicadas en el mausoleo. Los esqueletos identificados pertenecen a los reyes Dabiša, Ostoja, Ostojić, Tvrtko II y Tomás. Se supone que uno de los esqueletos restantes pertenece al último rey, Tomašević, decapitado en Jajce por orden de Mehmed el Conquistador. Solo uno de los esqueletos, encontrado junto al del rey Tvrtko II, es femenino y se sospecha que pertenece a la esposa de Tvrtko II, la reina Doroteja.